# Semokwe
Koordinaten: 20° 48′ S, 27° 50′ O
Semokwe ist ein kleiner Ort im Distrikt Mangwe, in der Provinz Matabeleland South in Simbabwe am gleichnamigen Shashe Nebenfluss und Reservat. Semokwe hat eine Mission und ist klassischer Outspan (ehemals Rastplatz für Fuhrwerke). Betrieben wird fast ausschließlich Viehzucht.

## Söhne und Töchter des Ortes
- Joshua Nkomo (1917–1999), Politiker